# Monika Piel

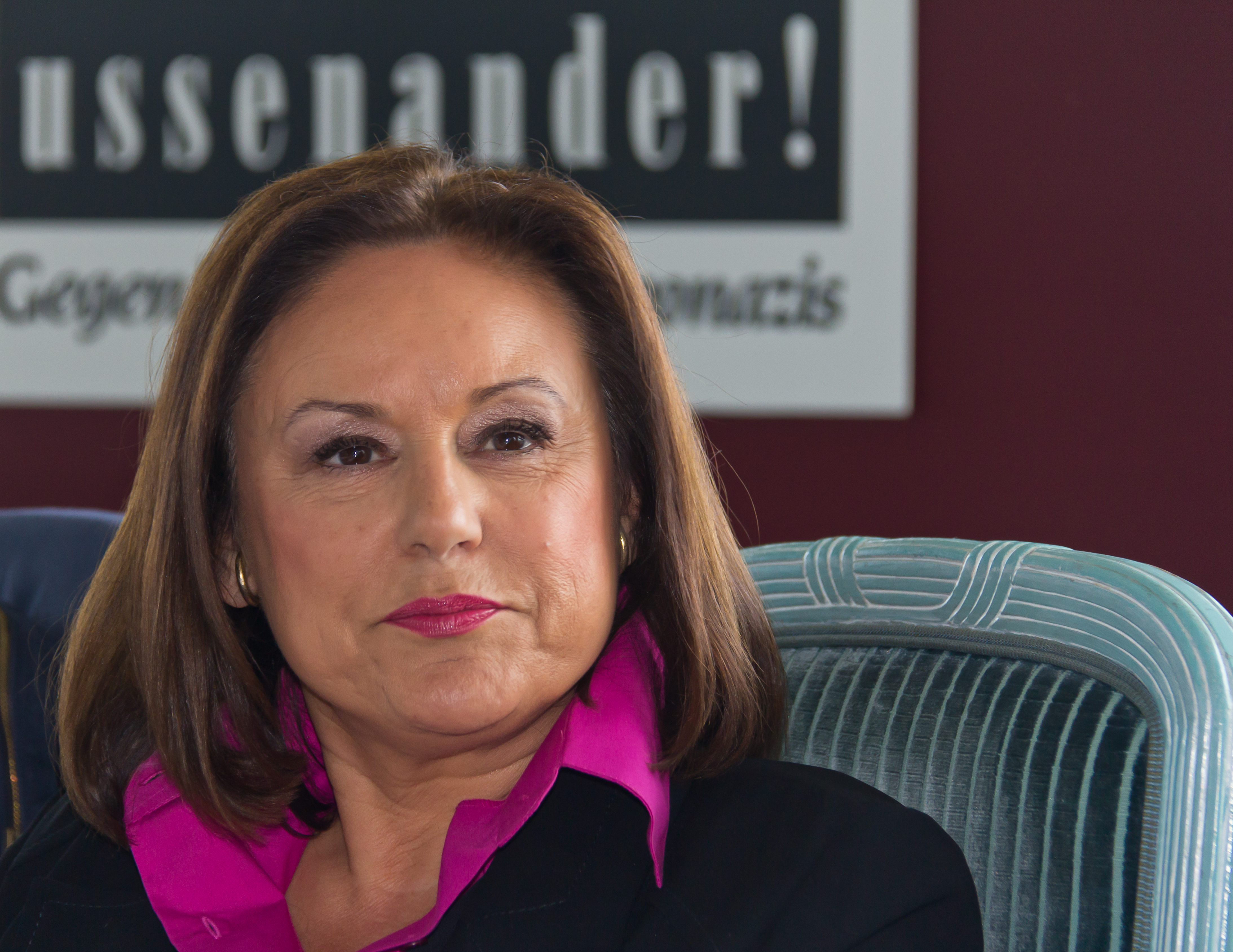
Monika Piel, 2012

Monika Piel (* 9. April 1951 in Bensberg, heute zu Bergisch Gladbach gehörend) ist eine deutsche Journalistin und Moderatorin. Sie war von 2007 bis 2013 Intendantin des Westdeutschen Rundfunks (WDR).

## Leben
Piel schloss ein Studium der Betriebswirtschaft an der Fachhochschule Köln ab und studierte anschließend zwei Jahre an der Universität zu Köln Jura und Orientalistik, ohne einen Abschluss zu erlangen.
Bereits während des Studiums arbeitete sie für den WDR, so zum Beispiel ab 1977 als Assistentin beim Internationalen Frühschoppen unter Werner Höfer. Von 1979 bis 1989 war sie als Redakteurin und Moderatorin für die aktuellen Hörfunk-Magazine von WDR 2 wie Morgenmagazin, Mittagsmagazin, Zwischen Rhein und Weser, Berichte von heute und Funkhaus Wallrafplatz tätig. Von 1982 bis 1984 arbeitete sie für den WDR als freie Journalistin in Portugal. Von 1989 bis 1993 war sie Hörfunkkorrespondentin für Wirtschafts- und Finanzpolitik im WDR-Studio Bonn. Danach war sie ein Jahr lang Leiterin der Hörfunk-Programmgruppe Wirtschaft, Landwirtschaft, Umwelt und Verkehr.
1994 wurde sie zur Hörfunk-Chefredakteurin und 1995 zur Programmchefin von WDR 2 ernannt. Piel wurde 1997 Chefredakteurin und stellvertretende Hörfunkdirektorin. Von Ende 1997 bis 2007 war sie Hörfunkdirektorin des WDR. Von 2001 bis 2003 leitete sie die ARD-Hörfunkkommission. 
Ab Mai 2002 übernahm sie vertretungsweise die Moderation des Presseclubs. Am 1. April 2007 übernahm sie als neue Intendantin des WDR die Nachfolge von Fritz Pleitgen. Bei der Wahl im Rundfunkrat erhielt sie 38 Stimmen bei zwei Gegenstimmen und zwei Enthaltungen. Piel hatte keine Mitbewerber, nachdem sich zwei Kandidaten, der ZDF-Chefredakteur Nikolaus Brender und der NDR-Justiziar Werner Hahn, zurückgezogen hatten. Zuvor hatte bereits SR-Intendant Fritz Raff verzichtet. 
Ab 2007 wurde sie neben  Volker Herres Hauptmoderatorin des Presseclubs. Auf Phoenix moderierte sie den wieder ins Leben gerufenen Frühschoppen. Im Mai 2012 wurde sie erneut für sechs Jahre zur Intendantin gewählt. Piel beendete aus gesundheitlichen Gründen ihre Tätigkeit am 30. April 2013 vorzeitig. 
Piel ist Mitglied des Kuratoriums der Civis Medienstiftung und des Kuratoriums der Heinz-Kühn-Stiftung. Seit 2009 ist sie Ehrensenatorin der Ehren-Garde der Stadt Köln 1902 – neben Ilma Greven ist sie damit erst die zweite Frau, die in den Senat berufen wurde. Im Januar 2009 wurde ihr der Bröckemännche-Preis des Bonner Medienclubs verliehen, die Laudatio hielt Friedrich Nowottny. 
Von 2011 bis Mitte 2016 war sie Vorstandsvorsitzende der Kulturstiftung Kölner Dom, seit August 2016 ist sie Mitglied des Kuratoriums.
Im Oktober 2013 gab Piel Näheres zu ihren Rücktrittsgründen bekannt: Sie habe Schlafstörungen und Herzrasen gehabt und im Januar 2013 die Diagnose Arteriosklerose bekommen.
Monika Piel ist mit dem langjährigen WDR-2-Hörfunkmoderator Roger Handt verheiratet. Das Ehepaar hat eine gemeinsame Tochter und lebt in der Voreifel.

## Nebeneinkünfte
Im August 2010 wurde bekannt, dass Piel als WDR-Intendantin im Jahr 2009 352.000 Euro verdiente (308.000 Euro plus Zulagen). Der Barwert ihrer Altersversorgung belief sich 2010 auf 2,14 Millionen Euro. Dieser Betrag hat sich bis Ende 2012 bereits auf 3,2 Millionen Euro erhöht.
Hintergrund der Pflichtveröffentlichung des WDR ist § 41 Abs. 4 des WDR-Gesetzes, den der nordrhein-westfälische Landtag auf Initiative der damaligen Landesregierung (Kabinett Rüttgers, 2005–2010) im Dezember 2009 beschloss. Dort heißt es: „Der WDR veröffentlicht die für die Tätigkeit im Geschäftsjahr gewährten Bezüge der Intendantin oder des Intendanten und der vom Rundfunkrat gewählten Direktorinnen und Direktoren unter Namensnennung, aufgeteilt nach erfolgsunabhängigen und erfolgsbezogenen Komponenten sowie Komponenten mit langfristiger Anreizwirkung, im Geschäftsbericht.“
2012 hatte Piel Nebeneinkünfte in Höhe von 58.922 Euro. Piels Nachfolger Tom Buhrow erhielt anfänglich 367.232 Euro im Jahr (Stand 2013).